# J'ai tout donné
Pour plus de détails, voir Fiche technique et Distribution.
J'ai tout donné est un documentaire français de François Reichenbach consacré à Johnny Hallyday. Il sort le 24 juin 1972.

## Synopsis
Au cours de l'année 1971, le réalisateur François Reichenbach a suivi Johnny Hallyday : aux États-Unis, sur la scène du Palais des sports de Paris, en famille, en tournée...
À propos de ce tournage François Reichenbach dira : « J'ai pensé qu'il était temps de montrer la vie privée et professionnelle de Johnny Hallyday. Il représente pour moi un mythe, un caractère qui symbolise à la fois les angoisses et les désirs de tout le monde. À travers ce film, j'espérais faire découvrir ce personnage si complexe qui, tour à tour, me touche, m'angoisse et m'étonne et je crois qu'il le fallait, pour mieux comprendre son talent, montrer ce qui se passe derrière le décor. J'ai découvert, à ma grande joie que la cour du roi Johnny n'existait plus et que tout était remplacé par un désir commun de faire du beau spectacle ».

## Fiche technique
- Titre original : J'ai tout donné
- Réalisation : François Reichenbach
- Photographie : François Reichenbach, Christian Odasso, Gérard De Battista, Daniel Cardot, Jean Collomb, Serge Halsdorf, Michel Houssian, Thierry Laurin, Jean Monsigny, Gérard Taverna
- Son : Dominique Dalmasso, Gérard Delassus, Jean-Louis Ducarme, Harold Maury, Bernard Ortion
- Montage : Huguette Meusnier-Paquet, Catherine Peltier, Mariette Levy Novion, Alix Regis, Noëll Plessis, Caroline Dominique, Philippe Cottinet
- Musique : extraits de plusieurs titres de Johnny Hallyday
- Photographes : Tony Frank, Jean-Marie Périer
- Pays d’origine :  France
- Producteurs : Jean-Louis Puzenat, Cécile Jolie, Myriam Eliez
- Sociétés de production : France Opéra Film - Golan Production - Film de la Pleiade
- Sociétés de distribution :
- Genre : documentaire, musical
- Durée : 76 minutes

## Distribution
Crédité au générique : 
- Johnny Hallyday
- Sylvie Vartan
- Michel Polnareff
- Lucien Bodard
- Pierre Dumayet
- Jean-Bernard Hebey
- Daniel Heymann
- Philippe Labro
- Léon Zitrone
- Lee Hallyday et sa famille
- Jean Pierre-Bloch
- Jean Pons
- Gil Paquet
- Tommy Brown
- Nanette Workman
- Madeline Bell (en) : choriste de Johnny Hallyday
- Doris Troy : choriste de Johnny Hallyday
- Jean-Pierre Azoulay : guitariste de Johnny Hallyday
- Jerry Donahue
- Pat Donalson
- Jean-Marc Deuterre : musicien de Johnny Hallyday
- Pierre Ploquin
- Jacques Ploquin
- Pierre Goasguen
- Guy Marco
- René Morizur
- Sacha Rhoul
- Alan Coriolan
- Alain Marseille
- Jacques Cherix
- Émile Hebey
- Josette Sureau

Non crédité au générique : 
- Yves Montand
- David Hallyday

## Distinctions
- Le film fut présenté en ouverture du Festival de Cannes en 1972.

## Nota
On peut entendre les chansons suivantes : 
La fille aux cheveux clairs ; Medley Rock'n'roll (Jenny Jenny - Blue Suede Shoes - Whole Lotta Shakin' Goin' On / Live at the Palais des sports) ; Maybellene ; Hello US-USA ; Elle est terrible ; Retiens la nuit ; Jésus Christ ; Tant qu'il y aura des trains ;
Je suis né dans la rue ; Ceux que l'amour a blessés ; Mal ; Que je t'aime ; Il faut boire à la source ; L'Idole des jeunes ; Cours plus vite Charlie ; On me recherche ; Voyage au pays des vivants ; Oh ! Ma jolie Sarah ; Essayez ; J'ai crié à la nuit ; Sauvez-moi ; Comme si je devais mourir demain ; Poème sur la 7e